# والتر ماوكليرك
والتر ماوكليرك (بالإنجليزية: Walter Mauclerk)‏ (توفي عام 1248) كان أسقفًا من القرون الوسطى وكان أمين الصندوق الأعلى في إنجلترا.

## حياته
تم تسجيله أولاً ككاتب مالي في نورماندي عام 1202، ثم في وقت لاحق من نفس العام ترأس كنيسة في فاليسي.
مع فقدان عمله في نورماندي، عاد إلى إنجلترا، وحصل على عريضة مسبقة في إكستر عام 1203. في 1204 و1205 ساعد في إدارة لينكولنشاير، وجمع ضرائب أخرى طويلة.
خدم الملك جون ملك إنجلترا في روما كمبعوث إلى البابا إينوسنت الثالث في عام 1214 حيث كان من المتوقع أن يحيد أي وكلاء بارونيين قد يتم إرسالهم. في ذلك الوقت، كان لا يزال كاتبًا ملكيًا.
في عام 1215، تم إرساله إلى أيرلندا، على الرغم من أنه كان لفترة قصيرة فقط.
خدم في القضاء الملكي في ميدلاندز عام 1218، وكقاضي عدل ملكي في نوتنغهام عام 1219، وفي عام 1221 تم تعيينه قاضيًا في يورك، ولكن تم إرساله بدلاً من ذلك إلى كمبرلاند.
شغل منصب شريف كمبرلاند من 1222 إلى 1233. ثم الكنسي في كاتدرائية كارلايل  قبل انتخابه في كارلايل حوالي 22 أغسطس 1223 وبقي حتى الشتاء.
استمر والتر في خدمة الملك هنري الثالث ملك إنجلترا، حيث ذهب إلى كولونيا في عام 1225 كجزء من بعثة دبلوماسية لترتيب الزواج بين الملك وابنة دوق النمسا.
في عام 1227 كان في بواتو في عمل مخصص من الملك.  كان أمين الخزانة من 1228 إلى 1233، عندما طُرد من منصبه على الرغم من أنه تم منحه المكتب مدى الحياة.
كان هذا أحد الآثار الجانبية لسقوط هوبر دي بورغ من السلطة خلال عهد الملك هنري الثالث. ومع ذلك، مع سقوط بيتر دي روش من السلطة، عاد والتر إلى الخدمة الملكية. وفي عام 1235، كان مسؤولاً مرة أخرى عن لجنة هدفها العثور على عروس للملك هنري، وهذه المرة إلى فلاندرز لابنة كونت بونثيو.
استقال والتر في 26 يونيو 1246 وتوفي حوالي 28 أكتوبر 1248 في أكسفورد. استقال الأسقفية ليصبح دومينيكيا في أكسفورد. خلال فترة عمله كأسقف، وضع الشؤون المالية لأبرشيته على أساس ثابت، وترك معظم ممتلكاته للأبرشية أو الدومينيكان في أكسفورد.